# Kronjuvelerna
Kronjuvelerna är en svensk dramafilm från 2011. Filmen är regisserad av Ella Lemhagen med manus av regissören och Carina Dahl efter Dahls romaner Familjelyckan och Det stora svenska vemodet. 
Filmen har också utökats från 120 minuter till tre timslånga avsnitt avsedda för TV vilka hade premiär på SVT 2–4 januari 2012.[källa behövs]

## Handling
Kronjuvelerna är ett triangeldrama som börjar med att en ung flicka, Fragancia, anhålls för mordförsök på fabriksdirektörsonen Richard Persson. Under polisförhöret rullas hennes märkliga livshistoria upp, från den fattiga uppväxten till mötet med den stora kärleken ishockeyspelaren Petersson-Johnsson och den ödesdigra natten som slutade med misstankarna om mordförsök.

## Rollista
- Alicia Vikander – Fragancia Fernandez
- Bill Skarsgård – Richard Persson
- Björn Gustafsson – Pettersson-Jonsson
- Jesper Lindberger – Jesús Fernandez
- Michalis Koutsogiannakis – Fernandez Fernandez
- Alexandra Rapaport – Marianne Fernandez
- Sara Lindh – Karin Persson
- Ulrika Malmgren - Hedvig
- Loa Falkman – Direktör Persson
- Martin Eliasson – Karsten
- Natalie Minnevik – Belinda
- Rolf Lydahl – Tränaren
- Karin Ekström – Solvig
- David Lenneman – Goldie Bernhard
- Michael Segerström – Pastor Hjalmar
- Nour El Refai – Barnmorskan
- Tomas von Brömssen – Kommissarie Samnerud
- Jason "Timbuktu" Diakité – Skötare Remmy
- Louise Radon – Fragancia som ung
- Amanda Junegren – Fragancia som barn
- Noah Byström – Pettersson-Jonsson som ung
- Jonatan Bökman – Richard Persson som ung
- Edvin Ryding – Richard Persson som barn
- Nils Wickman – Karsten som ung
- Josefine Högfelt Öijer – Belinda som ung
- Robin Stegmar – sportkommentator
- Peter Schildt – läkare
- Donatas Šimukauskas – barnläkare
- Karin Franz Körlof – flicka vid kyrkan
- Giedrius Arbačiauskas – Karstens far
- Severija Janušauskaitė – fängelsevakt
- Gabija Siurbytė – sekreterare